# Dollard-des-Ormeaux
Dollard-des-Ormeaux è un comune del Canada, situato in Québec, nell'area metropolitana di Montréal.
La località deve il suo nome al militare Adam Dollard des Ormeaux.